# Museo Unicaja Joaquín Peinado
El Museo Joaquín Peinado de Ronda (provincia de Málaga, comunidad autónoma de Andalucía, España), se encuentra en el casco antiguo de Ronda, entre el Palacio Mondragón y la Iglesia de Santa María la Mayor. Este museo intenta reflejar parte de la vida del Pintor Joaquín Peinado, fue construido a principios del siglo XX y en él se pueden apreciar elementos barrocos, hispano-musulmanes y renacentistas. Tiene dos patios con columnas toscanas en las que se apoyan los balcones de la planta alta.

Unicaja ha invertido más de 830.000€ en el museo Peinado para recuperar las instalaciones, donde se encuentran 195 obras del pintor andaluz.
El museo se organiza en 7 salas, donde se exponen obras sobre diversos temas:
- Sala 1 Paisajes
- Sala 2 México
- Sala 3 Animales
- Sala 4 Figuras y retratos
- Sala 5 Desnudos y eróticas
- Sala 6 El Quijote
- Sala 7 Salón Mudéjar